# Märtensmühler Graben
Der Märtensmühler Graben ist ein Meliorationsgraben und rechter Zufluss der Nuthe in Brandenburg.

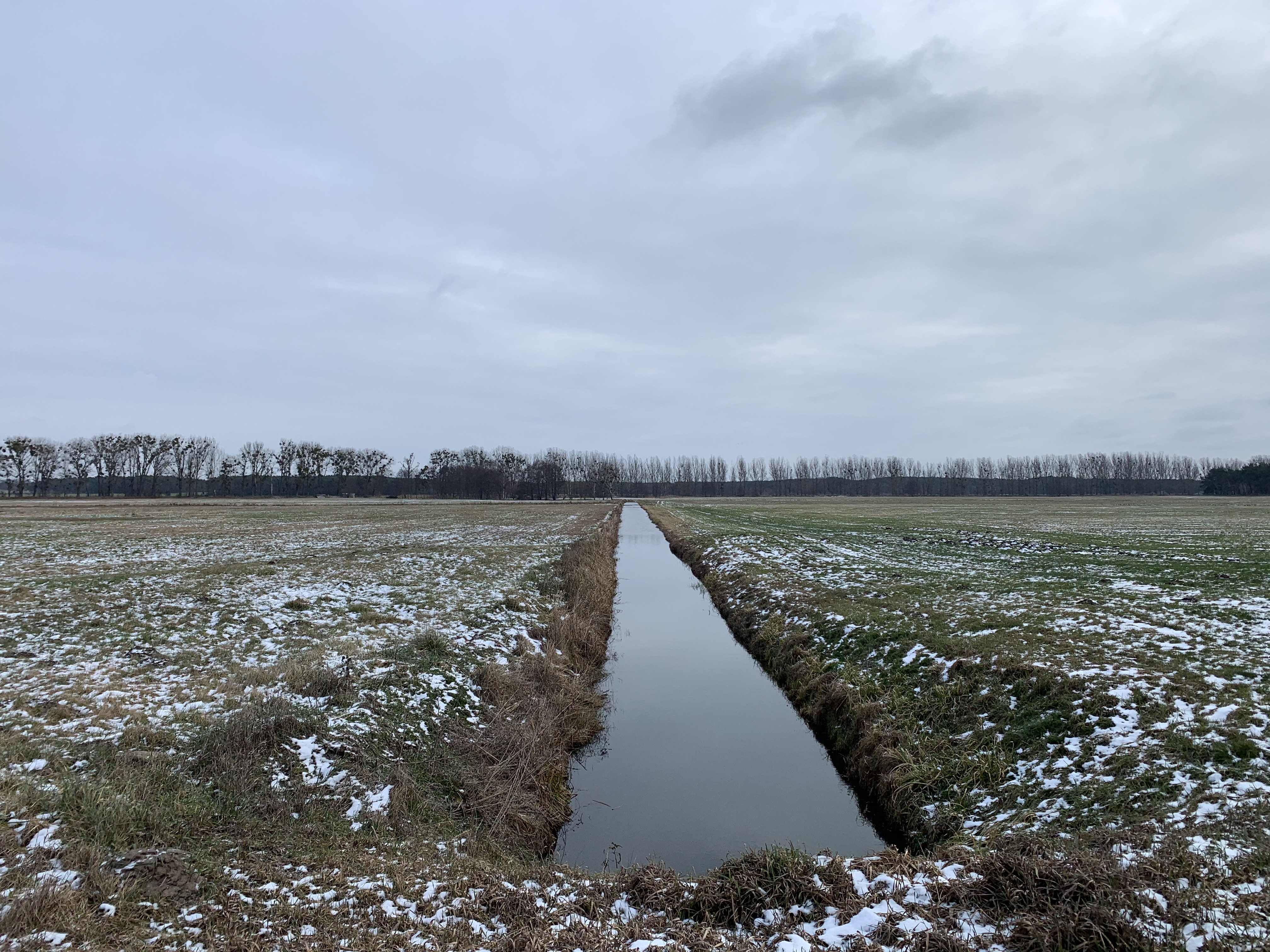
Märtensmühler Graben, südlicher Abschnitt, Blick nach Osten

Der Graben entwässert landwirtschaftlich genutzte Flächen östlich von Ahrensdorf, einem Ortsteil der Gemeinde Nuthe-Urstromtal. Ein nördlich verlaufender Strang entwässert auf einer Länge von rund 500 Metern diejenigen Flächen, die sich östlich des Madikenbergs befinden. Der Graben verläuft hier vorzugsweise in West-Ost-Richtung. Von Norden fließt kurz vor der Mündung in die Nuthe der Linke Seitengraben zu. Ein zweiter Strang befindet sich rund 330 Meter weiter südlich. Auch er verläuft vorzugsweise in West-Ost-Richtung und entwässert Flächen, die sich östlich des Kuhnsberg sowie des Steinbergs befinden. Hier fließt von Süden der Strassgraben zu. So vereint verläuft er als Märtensmühler Graben in nördlicher Richtung und vereint sich dort mit dem nördlichen Strang.